# Brahmana (geschrift)

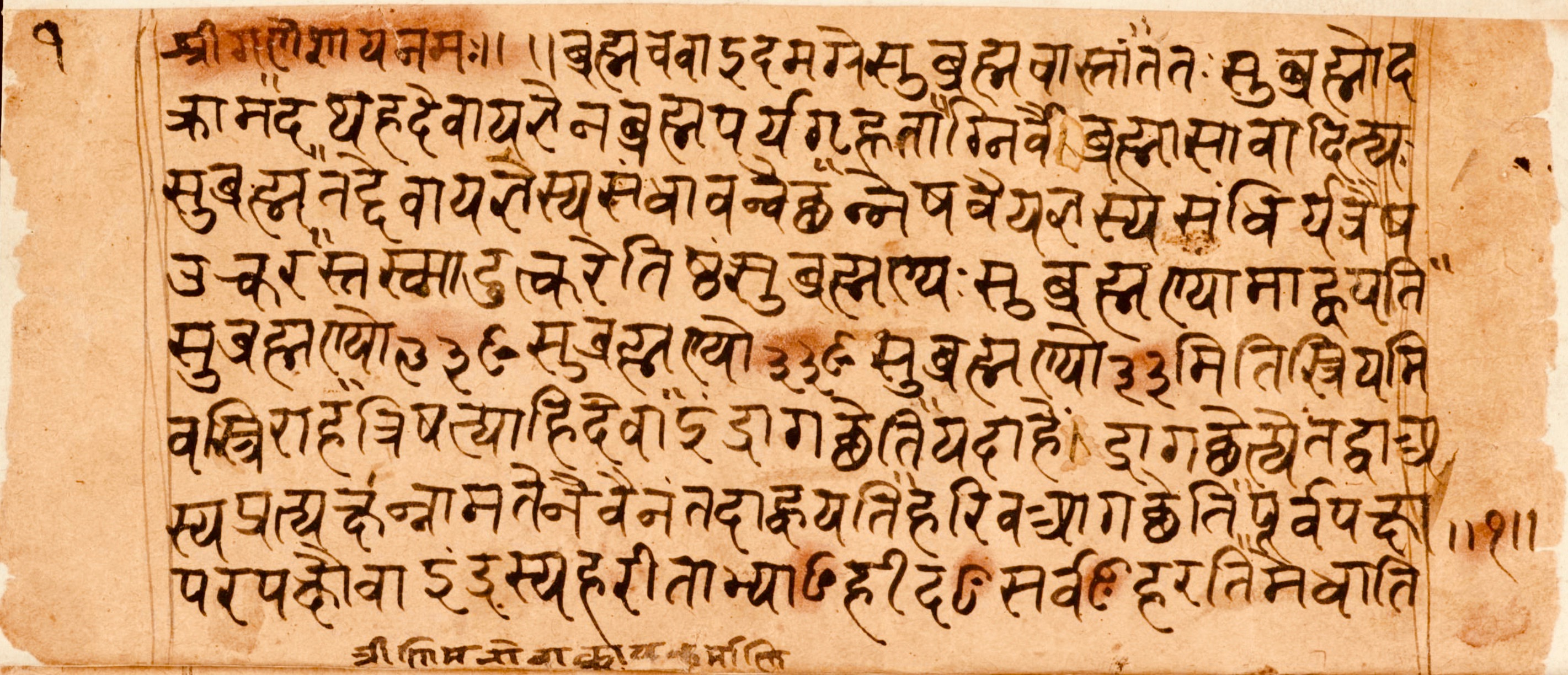
Sadvimsha Brahmana

De Brahmana's (Sanskriet: brāhmaṇa, devanagari: ब्राह्मण) zijn heilige hindoegeschriften, die een aanvulling op de vier Veda's vormen. De Brahmana's zijn shruti, wat wil zeggen dat hindoes geloven dat ze feilloos de goddelijke waarheid bevatten. Ze bevatten voornamelijk gedetailleerde beschrijvingen van de Vedische rituelen.
Naast de Brahmana's zijn ook de Aranyaka's en Upanishads als shruti beschouwde aanvullingen op de Veda's. In tegenstelling tot de Brahmana's bevatten deze teksten vooral filosofische speculaties over de in de Veda's beschreven rituelen.
De Brahmana's geven extreem gedetailleerde uitleg (exegese) en voorschriften bij de in de Veda's beschreven riten. Ze zijn na de Veda's de oudste geschriften uit de Vedische literatuur, en werden tussen ongeveer 1000 en 500 v.Chr. samengesteld. Het is echter lastig een chronologisch onderscheid met andere Vedische teksten te maken omdat er veel overlap bestaat in de tijd waarin de verschillende soorten teksten tot stand kwamen. De nadruk die de Brahmana's op de correcte uitvoering van rituelen leggen maakte dat de priesters, de brahmanen, de belangrijkste positie in de Vedische samenleving kregen. Dit laat een ontwikkeling zien ten opzichte van de Veda's, waarin het offer zelf nog centraal staat. 
Er zijn meer dan 20 werken die tot de Brahmana's gerekend worden. De meest gebruikte Brahmana is de Shatapatha Brahmana, die als toevoeging op de Yajur Veda geldt. De tekst beschrijft onder andere de voorbereiding van het Vedische vuuroffer en de uitvoering van begrafenisriten. Ook worden hier de initiatieriten voor jongens uit de hoogste drie varna's (upanayana) uiteen gezet. De Aiteraya Brahmana is een toevoeging op de Rig Veda, en bevat voornamelijk beschrijvingen van offerriten.